# Balmville
Balmville es un lugar designado por el censo ubicado en el condado de Orange en el estado estadounidense de Nueva York. En el año 2000 tenía una población de 3,339 habitantes y una densidad poblacional de 607.1 personas por km². Balmville se encuentra ubicada dentro de la ciudad de Newburgh.

## Geografía
Balmville se encuentra ubicada en las coordenadas 41°31′40″N 74°1′28″O / 41.52778, -74.02444. Según la Oficina del Censo, la ciudad tiene un área total de 5,5 km² (2,1 mi²), de la cual 5,5 km² (2,1 mi²) es tierra y 0 km² (0 mi²) (0%) es agua.

## Demografía
Según la Oficina del Censo en 2000 los ingresos medios por hogar en la localidad eran de $66,979, y los ingresos medios por familia eran $72,925. Los hombres tenían unos ingresos medios de $50,426 frente a los $38,884 para las mujeres. La renta per cápita para la localidad era de $30,646. Alrededor del 2.2% de la población estaban por debajo del umbral de pobreza.